# Цепов, Борис Анатольевич
Бори́с Анато́льевич Це́пов (род. 13 июня 1948) — российский дипломат. Чрезвычайный и полномочный посол (2000).

## Биография
Окончил восточное отделение факультета международных отношений МГИМО МИД СССР (1971) и заочную аспирантуру Дипломатической академии МИД СССР (1983). Кандидат юридических наук. На дипломатической работе с 1971 года. Владеет английским и амхарским языками.
- В 1971—1975 годах — сотрудник Посольства СССР в Кувейте.
- В 1975—1978 годах — сотрудник Третьего африканского отдела МИД СССР.
- В 1978—1986 годах — сотрудник, руководитель секретариата заместителя министра иностранных дел СССР.
- В 1986—1989 годах — руководитель отдела Управления по гуманитарному сотрудничеству и правам человека МИД СССР.
- В 1989—1990 годах — заместитель начальника Управления по международному гуманитарному сотрудничеству и правам человека МИД СССР.
- В 1990—1994 годах — старший советник Постоянного представительства СССР (с 1991 — России) при ООН в Нью-Йорке.
- В 1994—1998 годах — директор Департамента — Исполнительного секретариата МИД России.
- С 9 марта 1994 по 21 октября 1998 года — член коллегии МИД России[1][2].
- С 21 июля 1998 по 5 декабря 2000 года — чрезвычайный и полномочный посол Российской Федерации в Кении и постоянный представитель при международных организациях в Найроби по совместительству[3][4].
- В 2001—2003 годах — директор Департамента по международному гуманитарному сотрудничеству и правам человека МИД России.
- С 30 сентября 2003 по 5 мая 2008 года — чрезвычайный и полномочный посол Российской Федерации в Литве[5][6].
- В 2008—2012 годах — директор Департамента лингвистического обеспечения МИД России.

## Семья
Женат, имеет взрослого сына.

## Дипломатический ранг
- Чрезвычайный и полномочный посланник 1 класса (21 января 1994)[7].
- Чрезвычайный и полномочный посол (19 сентября 2000)[8].

## Награды
- Орден Дружбы (3 июля 2008) — За большой вклад в реализацию внешнеполитического курса Российской Федерации и многолетнюю добросовестную работу[9].